# Монте Кастело ди Вибио
Монте Кастело ди Вибио (итал. Monte Castello di Vibio) је насеље у Италији у округу Перуђа, региону Умбрија.
Према процени из 2011. у насељу је живело 538 становника. Насеље се налази на надморској висини од 414 м.

## Становништво
Према резултатима пописа становништва 2011. у општини је живело 1.620 становника.
| 1931. | 1936. | 1951. | 1961. | 1971. | 1981. | 1991. | 2001. | 2011. |
| ----- | ----- | ----- | ----- | ----- | ----- | ----- | ----- | ----- |
| 2.697 | 2.737 | 2.751 | 2.388 | 1.881 | 1.735 | 1.697 | 1.627 | 1.620 |